# Vierhoekig frustum

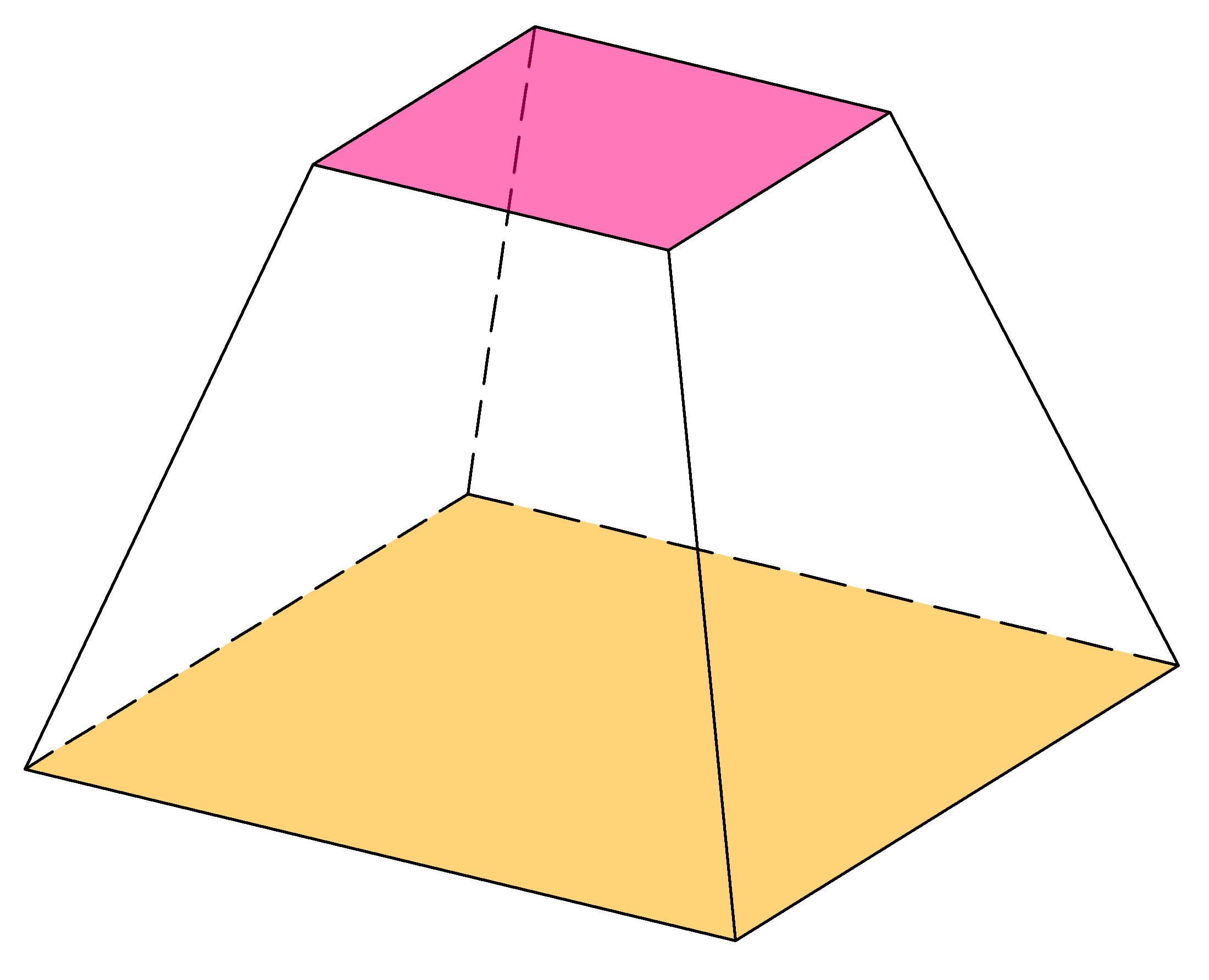

Een vierhoekig frustum is een driedimensionale meetkundige figuur, een zesvlak waarvan twee tegenover elkaar liggende parallelle zijvlakken een vierhoek zijn. Het vierhoekig frustum is een speciale vorm van zowel een afgeknotte piramide als van een parallellepipedum. 
In een speciale variant van het vierhoekig frustum hebben de tegenover elkaar liggende parallelle zijvlakken de vorm van een rechthoek of zelfs een vierkant, een vierkante frustum. Deze twee vormen vinden veel toepassingen in de architectuur. Ook voorwerpen uit het dagelijks leven hebben soms de vorm van een vierhoekig frustum, variërend van lampenkappen en cakevormen tot snoepjes. 

## Eigenschappen
Indien we het grootste vierhoekige vlak het grondvlak noemen en het kleinste vierhoekige vlak het bovenvlak, dan hebben de opstaande zijvlakken de vorm van een gelijkbenig trapezium. Die vlakken hebben immers twee parallelle zijden. 
Het volume van een vierkant frustum kan als volgt berekend worden uit de zijden a en b en de hoogte h:
{\displaystyle V={\frac {1}{3}}h(a^{2}+ab+b^{2}).}
Hierbij zijn a en b de zijden van het grondvlak respectievelijk het bovenvlak. Deze formule om de inhoud te berekenen was circa 2000 jaar voor Christus al bekend bij de Egyptenaren. De berekening is opgenomen in de Moskou-papyrus.
Indien in deze formule {\displaystyle a^{2}} vervangen wordt door A (het oppervlak van het grondvlak) en {\displaystyle b^{2}} door B (het oppervlak van het bovenvlak) resulteert de formule:
{\displaystyle V={\frac {1}{3}}h(A+{\sqrt {AB}}+B).}
Hierin is {\displaystyle {\frac {1}{3}}(A+{\sqrt {AB}}+B)} het Heronisch gemiddelde, genoemd naar Heron van Alexandrië. De inhoud van een vierkant frustum is dus de hoogte maal het Heronisch gemiddelde van het oppervlak van het ondervlak en het bovenvlak.

## Voorbeelden
Het vierhoekig frustum – een specifieke variant van de afgeknotte piramide – is in velerlei, alledaagse objecten in de wereld om ons heen terug te vinden. In de onderstaande fotogalerij is een niet-uitputtende selectie van voorbeelden gegeven:

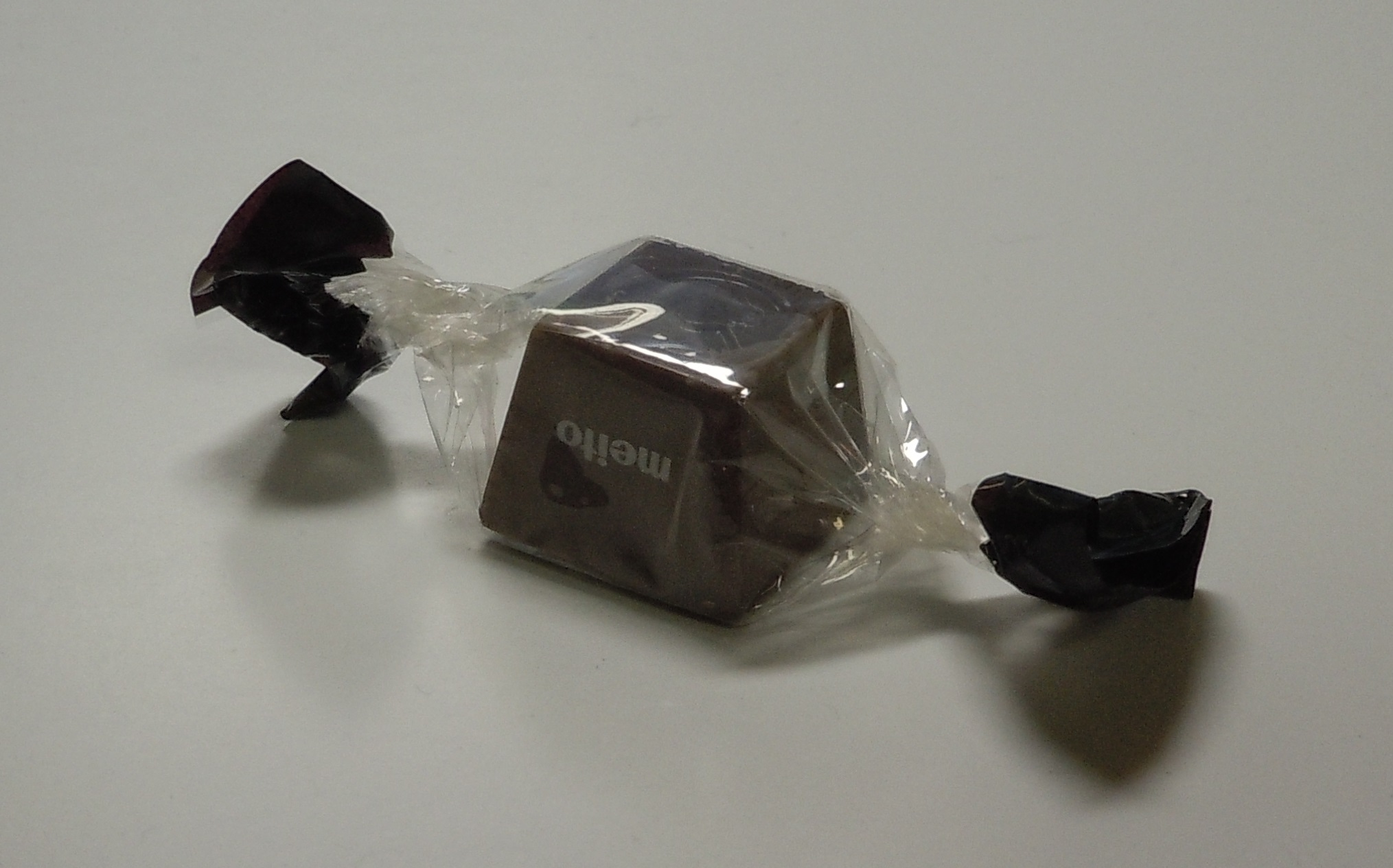
Chocolade snoepje in cellofaan
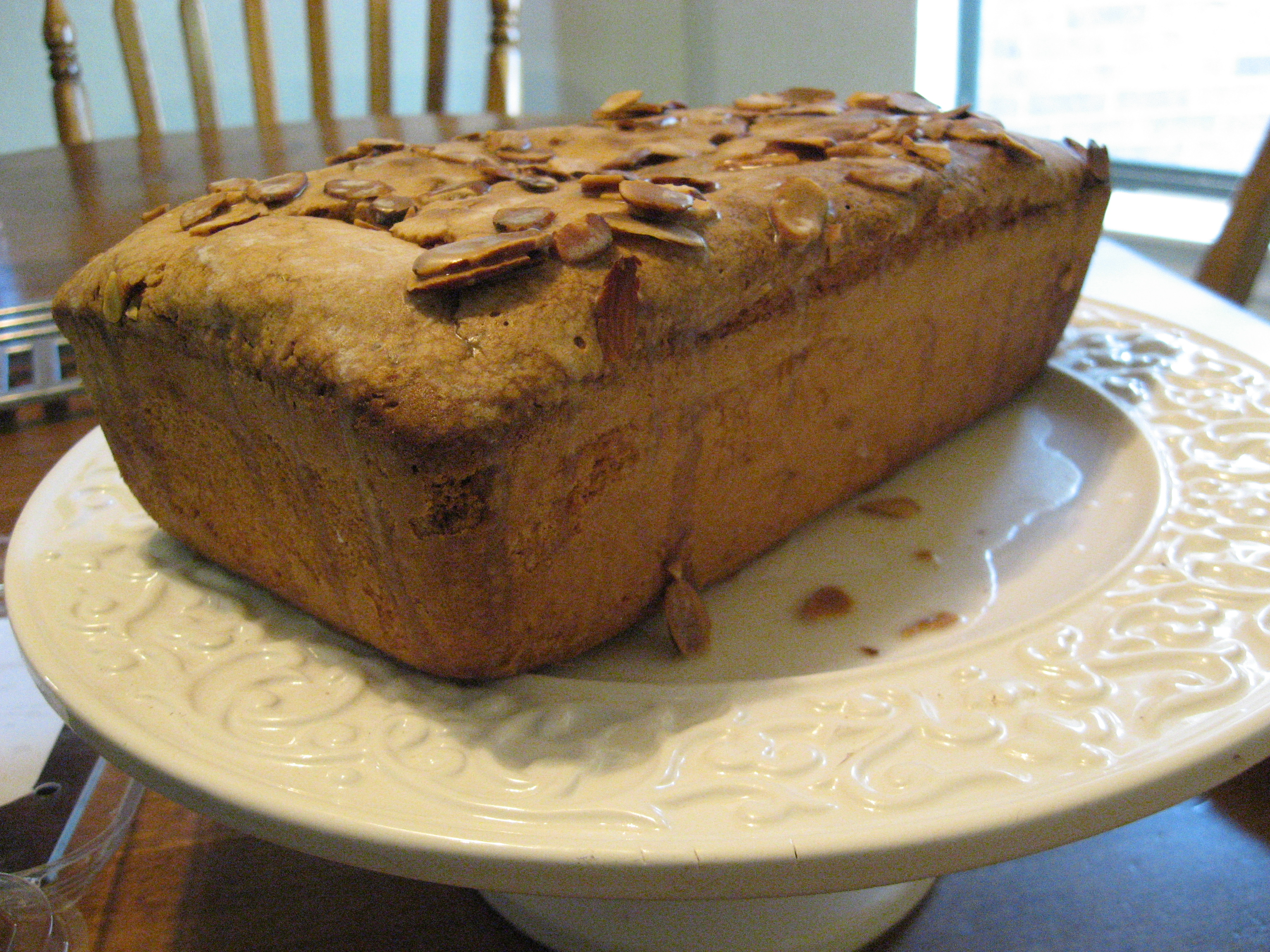
Amandelcake; in deze positie is het grondvlak kleiner dan het bovenvlak
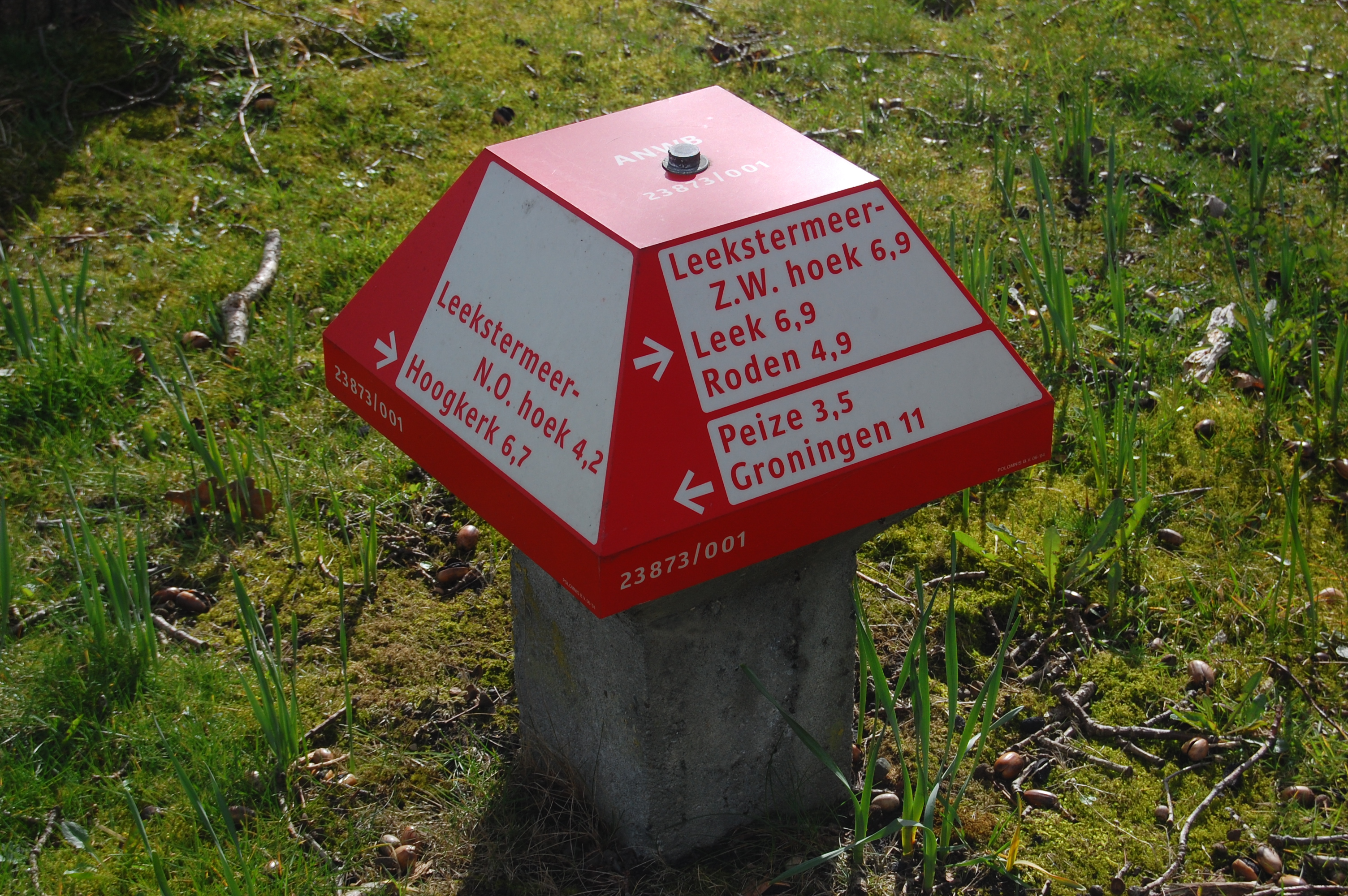
Paddenstoel
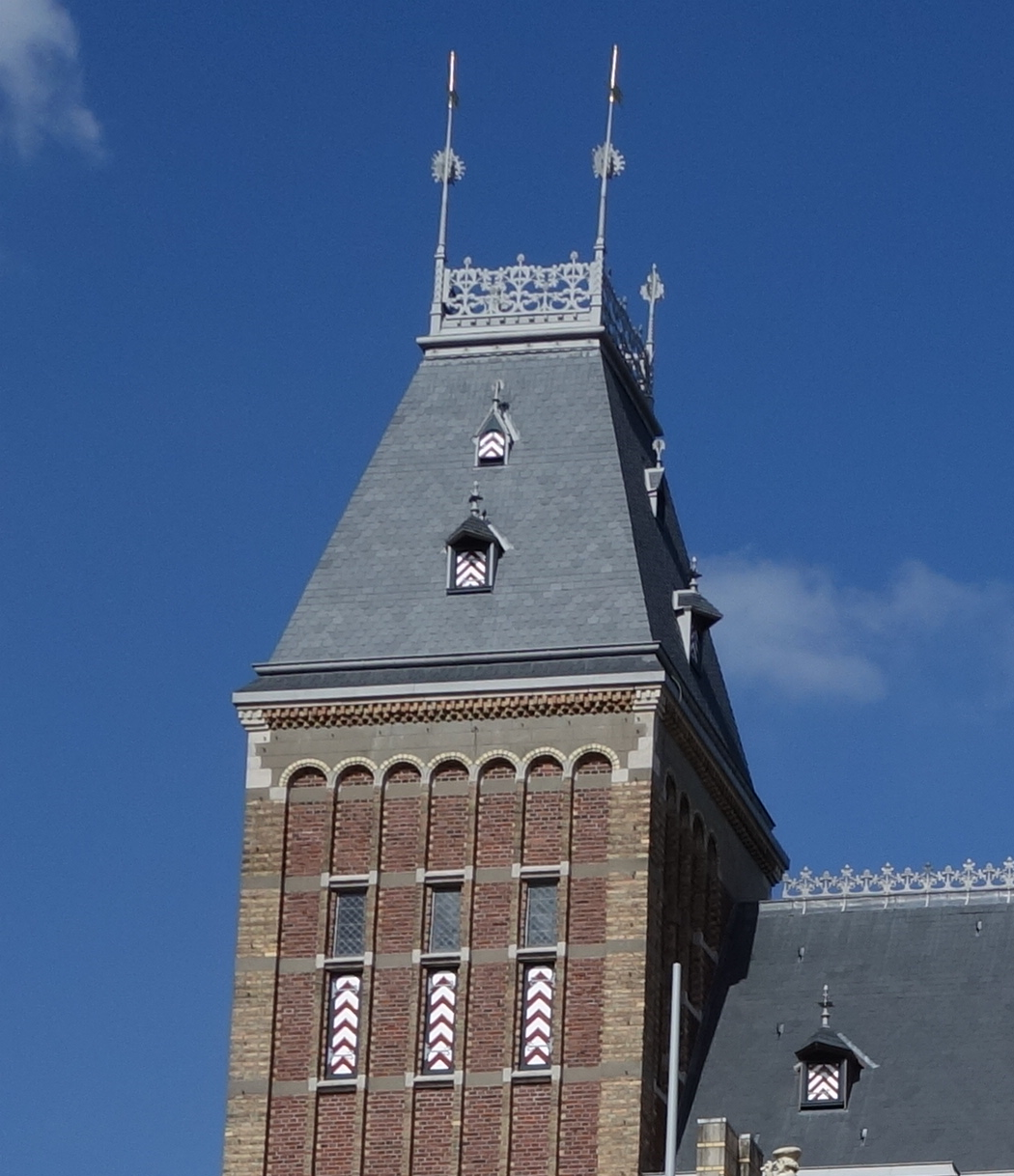
Een van de (afgeknotte) torenspitsen van het Rijksmuseum Amsterdam
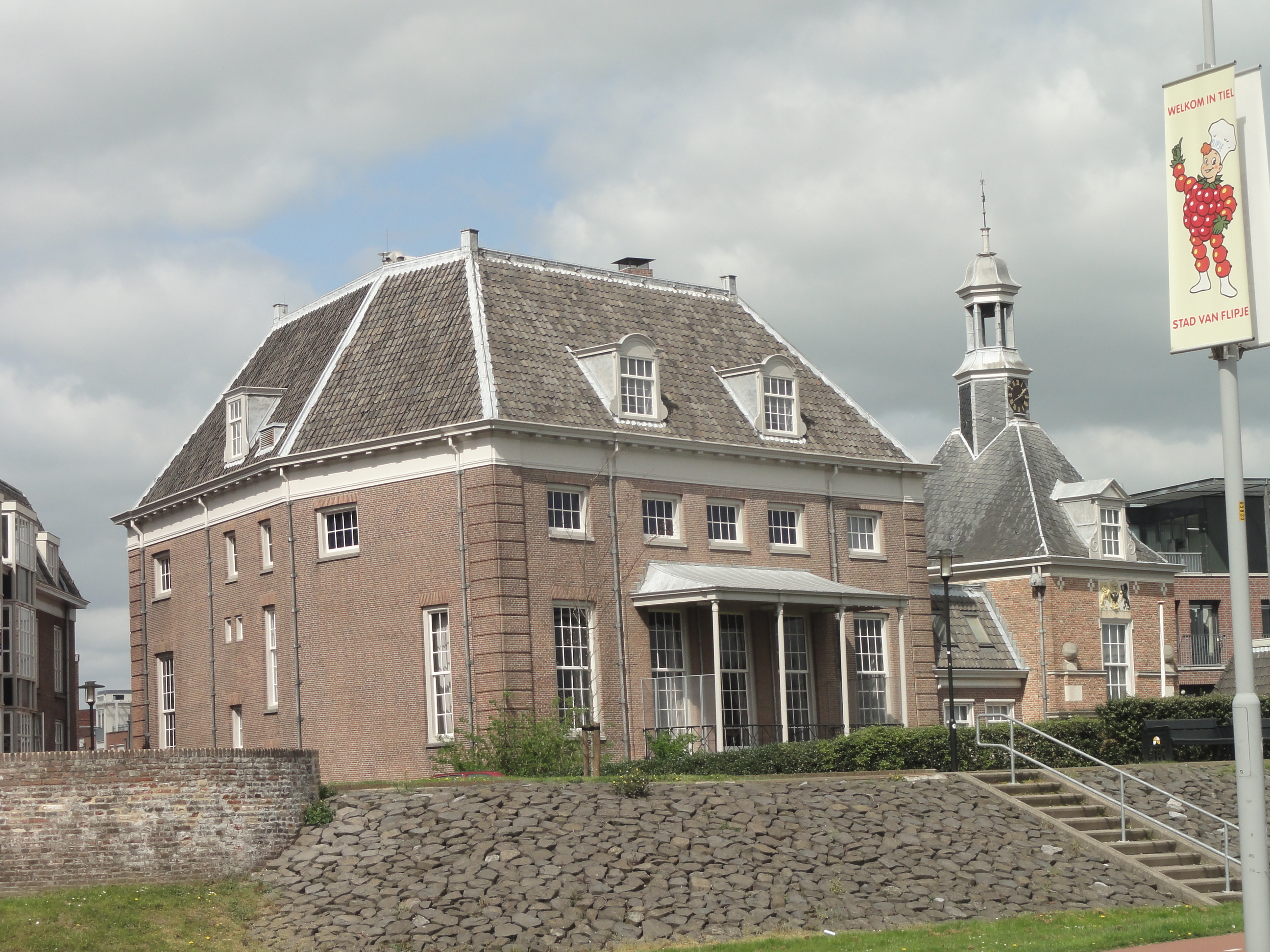
Het dak van de Heerensociëteit in Tiel
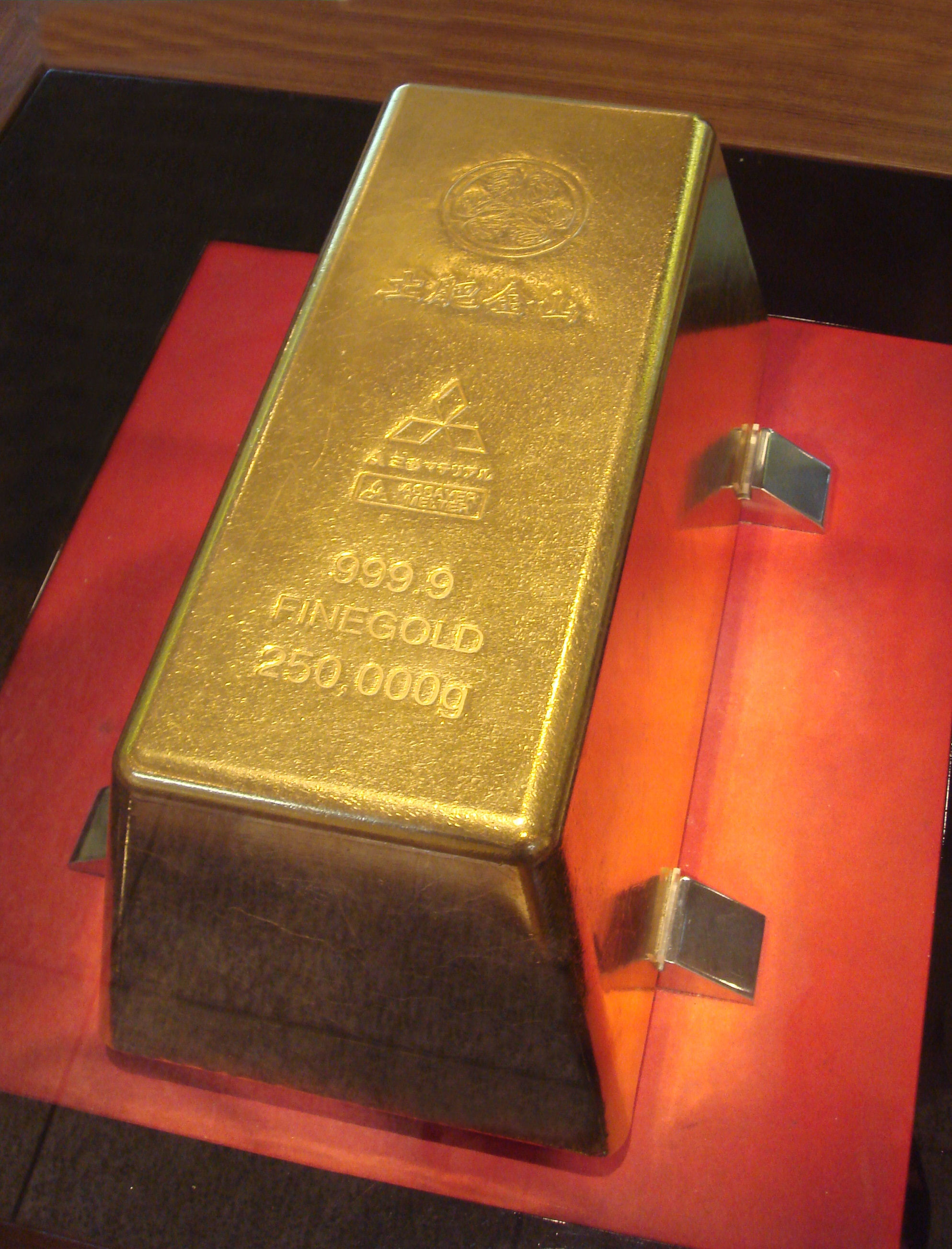
Een goudstaaf